# Židovský hřbitov v Loučimi
Židovský hřbitov v Loučimi, založený asi kolem roku 1842, leží severovýchodně od obce Loučim na žlutě značené polní cestě odbočující nalevo do lesa od silnice na Libkov. Je chráněn jako kulturní památka České republiky. 300 metrů severozápadně od areálu je značena kóta vrcholu kopce ve výšce 684 m s názvem Židovský hřbitov.
Poslední pohřeb do země zde proběhl roku 1948.